# DARA
DARA（ダラ）は、恵比寿マスカッツの元メンバーのうち、プライベートで仲のいい蒼井そら・永作あいり・川村りかの3人および一般人：成田りなによるユニット。

## 概要
ユニット名は、結成当時人気だったKARAにちなむという説と、「ダラダラしているから」という説がある。
マスカッツ在籍中の2010年に結成された。5月5日を「DARAの日」としている。レギュラー番組内で活動したほか、不定期で、トークイベント「DARA会」を開催中。
2020年1月1日より、公式YouTubeチャンネルを開設した。

## 評価
長らくAV業界では別事務所同士の女優同士が連絡先を交換する、飲み会をするなどはメーカーや事務所の違いで出演料格差の情報が出てしまうことを恐れタブーとなっていた。しかし蒼井はマスカッツ加入以後、グループの絆を深めるため収録終わり等にチームワークをよくするため飲み会を開いていた。事務所側から厳重注意を受けても、コミュニケーションは必要だと説き、気にせず貫いていた。番組制作側にも注意が渡り、総合演出のマッコイ斎藤は「（最初は）何が悪いのと思った。そんな伝統があるのを知らなかった」、「伝統があるなら尊重はする」と回答。しかし蒼井は自分で始めたことでもあるので姿勢を変えず、のちに事務所間にも認めさせた。これが「DARA」の原典となっている。マッコイは「風穴を開けて4，5年で変えた」。「言われたってめげない」と評価しつつ、「くっそみてえなDARA」と罵ってもいる。